# Červená Voda
Červená Voda är en ort i Tjeckien.   Den ligger i regionen Pardubice, i den östra delen av landet, 170 km öster om huvudstaden Prag. Červená Voda ligger 526 meter över havet och antalet invånare är 3 180.
Terrängen runt Červená Voda är huvudsakligen kuperad, men norrut är den platt. Runt Červená Voda är det ganska tätbefolkat, med 60 invånare per kvadratkilometer. Närmaste större samhälle är Lanškroun, 17,0 km sydväst om Červená Voda. Omgivningarna runt Červená Voda är en mosaik av jordbruksmark och naturlig växtlighet.